# Gabriele di Alessandria
Papa Gabriele (in arabo egiziano غبريال الاول; Egitto, IX secolo – 28 febbraio 920), è stato il 57º papa della Chiesa ortodossa copta. È commemorato nel Calendario dei Santi della Chiesa ortodossa copta il 3 amshir.
In origine era un monaco del monastero di San Macario (Abu Maqar).
Mentre secondo fonti più antiche avrebbe regnato dal 5 febbraio 913 al 920 o 923, autori contemporanei pongono l'intervallo tra il 900 e il 911 o ancora tra il 910 e il 920.
È riportato che sia stato eletto contro la sua volontà e che continuasse a praticare l'ascetismo, tornando nel contesto urbano di Alessandria o del Cairo quando gli affari patriarcali richiedevano la sua presenza.